# جون موسز براونينغ
جون موسز براونينع (بالإنجليزية: John Browning)‏ ‏(23 يناير 1855 - 26 نوفمبر 1926) هو صانع أسلحة نارية أمريكي. وقد طور العديد من أصناف الأسلحة النارية، والخراطيش، وآليات بندقية، والكثير التي لا تزال قيد الاستخدام في جميع أنحاء العالم. وهو أهم شخصية في التي ساهمت في تطوير واختراع شبه أوتوماتيكية حديثة وأسلحة رشاشة ويرجع اليه الفضل في براءات الاختراع 128 بندقية أول رخصه منحت له كان في 7 أكتوبر 1879. وقد كان أولاً سلاح ناري صنعه كان في سن الثالثة عشرة من قطعة من المعدن الخردة.
ساهم في تطوير تقريبا جميع فئات تصميم الأسلحة النارية. وقال انه اخترع أو ساهم في تحسينات كبيرة في البنادق ذات الطلقه الواحدة وبنادق رافعة العمل، والأسلحة النارية ذات المزلاق. هو من أكثر مساهمين في مجال التحميل الذاتي الأسلحة النارية. انه وضع المسدس التحميل الذاتي باختراع تصميم المزلاق الالي الذي يمكن العثور عليه في جميع المسدسات ألأوتوماتيكية الحديثة. كما أنه أول من قدم مدفع رشاش يعمل بانظام الغاز ومسدس براونينغ النموذجي - 1895 - الذي يتجاوز عملية الارتداد. ومن تصاميمه الأخرى الناجحة تشمل مسدس M1911، براوننغ عيار.50 ومدفع رشاش وبندقية براونينع التلقائية، واختراعه الأول من نوعه بندقية شبه أوتوماتيكية(ام خمس)، بندقية براونينع الاوتومايكيه-5.